# Choque de puños

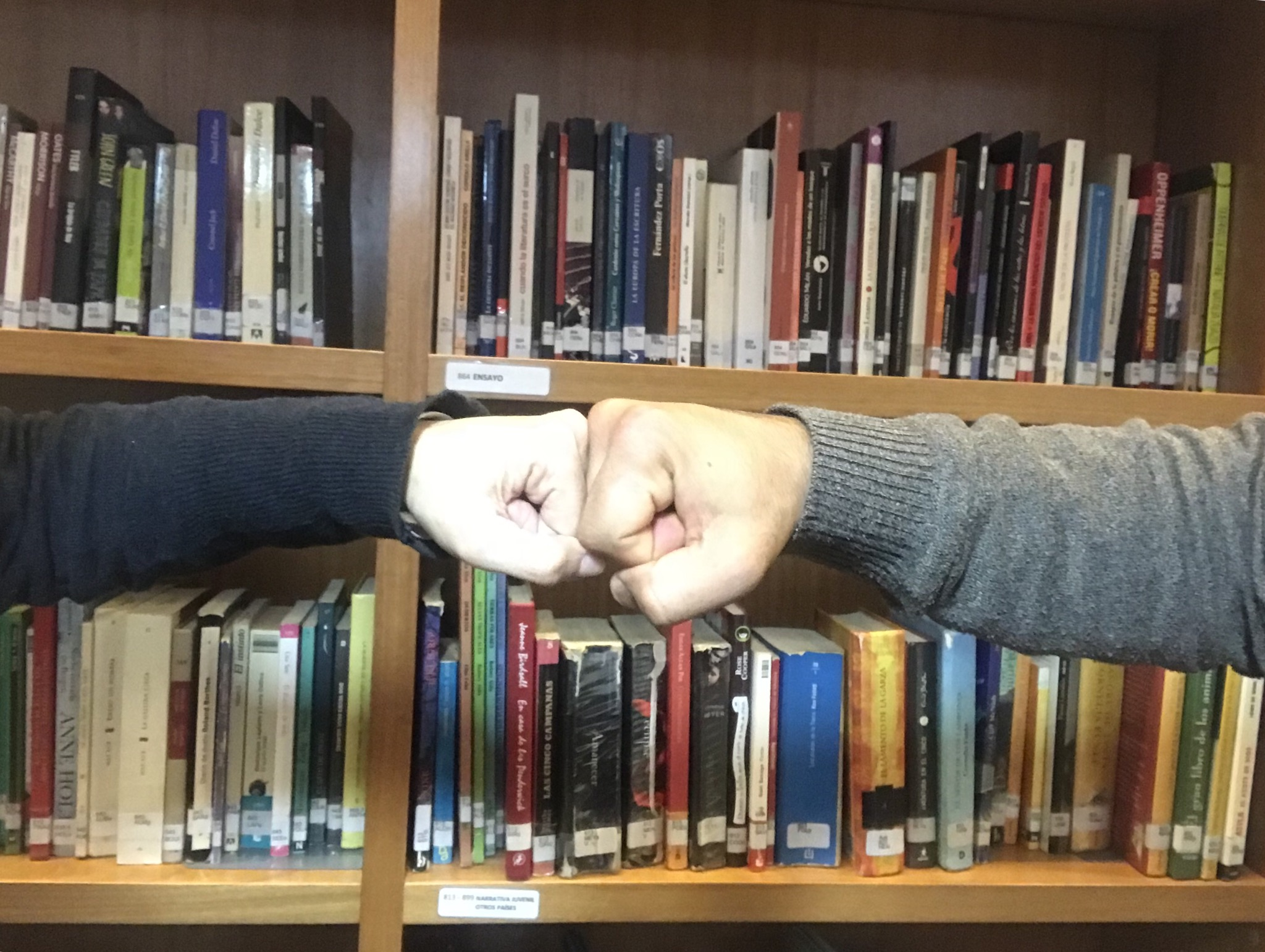
Choque de puños

Choque de puños es un gesto de saludo, respeto y celebración, realizado por dos personas de manera informal en el que ambas levantan sus puños cerrados para dar un choque apoyando los nudillos.
El saludo puede usarse normalmente para comunicar satisfacción mutua o para felicitar a alguien. A finales del siglo XVIII los jóvenes de Nueva York lo adoptaron como saludo entre pandillas, aunque hoy el saludo denota fraternidad y se da entre personas de confianza.
En deportes como el béisbol, cricket, boxeo y hockey se usa como celebración entre compañeros de equipo y como saludo entre jugadores opositores al principio o final de un juego. En el boxeo el comienzo de esta práctica se remonta a finales del siglo XIX cuando los deportistas eran instruidos para tocar los guantes del contrario al comienzo de la contienda. Esto rápidamente se convirtió en el saludo habitual entre los boxeadores dentro y fuera del ring. El 14 de marzo de 2020, el boxeador británico Dereck Chisora chocó puños en Londres, tras la rueda de prensa de presentación del combate contra el ucraniano Olek Usyk.
En la cultura de los dibujos animados es famoso el saludo de los Gemelos Fantásticos, superhéroes de Hanna-Barbera que chocan sus nudillos y dicen: "¡Poderes de los Gemelos Fantásticos, actívense!".
En los videojuegos encontramos al marine de DOOM que le levanta el brazo con todo cuidado, le orienta la mano adecuadamente y hace un choque de puños con su colega.
El saludo ha sido usado por el Dalái lama, así como por los expresidentes estadounidenses Barack Obama y George Bush. Obama ha saludado con choque de puños a diferentes personalidades como: Aretha Franklin, Greta Thunberg, David Karp, entre otros. 
También a su esposa Michelle Obama en el cierre de su campaña en 2008. Desde 2020, inicio de la pandemia de covid es el choque de puños el saludo que se volvió habitual en el presidente uruguayo Luis Lacalle Pou. También los presidentes Sebastián Piñera, Narendra Modi, Alberto Fernández, Joe Biden, Moon Jae-in, entre otros. 

Choque de puños

## Estudios
Un estudio de la Universidad de Aberystwyth en Reino Unido, asegura que la manera más higiénica de saludar a otras personas es el choque de puños, por sobre el apretón de manos o chocar los cinco. La razón es que el choque de puños disminuye los riesgos de transmisión de gérmenes.
El leve roce de los nudillos apenas transmite la vigésima parte de microorganismos que un apretón de manos.
A la luz de la pandemia de gripe H1N1 en 2009, el decano de la Universidad de Calgary sugirió que el choque de puños podría ser un buen reemplazo del apretón de manos en un esfuerzo por prevenir la transmisión del virus.
En 2020, fue repetido el mismo escenario durante la pandemia de COVID-19.
Se ha observado un comportamiento de choque de puños en chimpancés según un libro publicado por Margaret Power en 1991.